# Дівчата з Еквестрії: Ігри дружби
Дівчата з Еквестрії: Ігри дружби (англ. My Little Pony: Equestria Girls — Friendship Games) — американсько-канадський мультфільм, створений студіями Hasbro Studios і DHX Media в 2015 році. Мультфільм є продовженням попередніх частин — «Дівчата з Еквестрії» та «Еквестрійські дівчата: Райдужний рок». Мультфільми із серії «Equestria Girls» є спін-офом мультсеріалу «Дружба — це диво» франшизи My Little Pony.
Світова прем'єра фільму відбулася 17 вересня 2015 року на обмеженому кінопоказі в Angelika Film Center у Нью-Йорку. В Україні прем'єра відбулася 1 листопада 2015 року на телеканалі ПлюсПлюс.
Кантрелотська школа приймає Ігри дружби - спортивне змагання, що проходить раз на 4 роки. З Вандеркольтами змагаються їхні закляті суперники - Шедоуболти з Кристальної школи. Кантерлотська школа ще жодного разу не здобувала перемогу в іграх, але Рейнбоу Деш заприсяглася це змінити. Тим часом, Сансет Шиммер намагається з'ясувати, як працює магія в людському світі, яку вона принесла з Еквестрії.

## Сюжет
Учні Кантерлотської школи готуються до Ігор дружби - традиційного академічного та спортивного змагання, в якому беруть участь команда Вандеркольтів з Кантерлотської школи та непереможна команда Шедоуболтів із Кристальної школи. Сансет Шиммер, яка досліджує здатність подруг «окрилятися», що проявляється появою поні-вух та крил під час гри на музичних інструментах, занепокоєна раптовою трансформацією Рейнбоу Деш посеред виступу на святковому концерті з нагоди ігор. Сподіваючись розібратися в цьому, Сансет звертається за порадою до Твайлайт Спаркл у Еквестрії, але не отримує відповіді.
Тим часом, учениця Кристальної школи Твайлайт Спаркл зі світу людей досліджує магічну активність навколо Кристальної школи. Твайлайт створює пристрій, що здатен поглинати магічну енергію для майбутніх досліджень, завдяки яким вона сподівається приєднатися до програми незалежного навчання у Евертоні. Проте, директор школи Абакус Сінч погрожує позбути Твайлайт рекомендації, якщо та не погодиться взяти участь у Іграх Дружби та забезпечити перемогу Кристальній школі.
Прибувши до Кантерлотської школи, пристрій Твайлайт виявляє магічну енергію Сансет Шиммер та її друзів. Пристрій випадково поглинає магію окриленої Реріті під час презентації уніформи. Сансет приймає Твайлайт-людину за її версію зі світу Еквестрії та бажає порадитися з нею віч-на-віч. Підійшовши до еквестрійського порталу, пристрій Твайлайт поглинає магію порталу та дезактивує його. Пристрій також поглинає енергію Пінкі Пай та Флатершай, коли ті знайомляться з Твайлайт на іграх. Кожне висмоктування магічної енергії з часом призводить до відкриття міжвимірних розколів.
Ігри дружби відкриваються академічним десятиборством, у якому перемогу здобуває Твайлайт. Наступний етап ігор складається з потрійної естафети - стрільби з лука, бігу на ковзанах та мотокросу. Еплджек окриляється після допомоги Твайлайт зі стрільбою з лука, після чого пристрій Твайлайт висмоктує магію Еплджек. Це призводить до відкриття міжвимірного розколу, який вивільнює хижі рослини з паралельного світу. Рейнбоу Деш окриляється, щоб врятувати учасників змагання, після чого також втрачає свою магію. Це допомагає Кантерлотській школі перемогти у спортивних змаганнях і зрівняти рахунок з Кристальною школою, але директорка Сінч звинувачує учнів Кантерлотської школи у шахрайстві з використанням магії.
Перед фінальним етапом ігор Сінч та Шедоуболти змушують Твайлайт вивільнити магічну енергію, яка була зібрана її пристроєм, щоб скористатися магією проти Вандеркольтів. Проте магія оволодіває Твайлайт, перетворюючи її на демона. Твайлайт втрачає контроль над собою та відчуває магію паралельного світу через міжвимірні розколи. Вона планує зруйнувати кордон між світами та захопити магію Еквестрії. Тим часом, Ванедркольти та Шедоуболти об'єднуються задля порятунку учасників ігор. Сансет Шимер помічає магічну ауру навколо подруг та усвідомлює, що вони уособлюють Елементи Гармонії. Сансет вирішує зібрати всю магічну енергію пристроєм Твайлайт. Це окриляє Сансет, надавши їй силу достукатися до Твайлайт та зупинити її руйнування межі між світами.
Після усіх подій, директорка Сінч погрожує оскаржити результати ігор у шкільній раді. Але згодом розуміє, що у історію з магічним протистоянням ніхто не повірить, та погоджується на нічию. Твайлайт відмовляється від Евертонської програми та переводиться до Кантерлотської школи, де зближується із Сансет та іншими учнями.
У сцені після титрів, Твайлайт з Еквестрії прибуває до людського світу через відновлений портал та перепрошує за запізнення, яке пояснює подіями фіналу 5-го сезону мультсеріалу «Дружба — це диво».

## Акторський склад
Українською мовою мультфільм дубльовано студією «1+1» на замовлення телеканалу «ПлюсПлюс» у 2015 році.
| Персонаж                                        | Оригінальне озвучення                   | Український дубляж            |
| ----------------------------------------------- | --------------------------------------- | ----------------------------- |
| Твайлайт Спаркл (Twilight Sparkle)              | Тара Стронг, Ребека Шойкет (вокал)      | Наталя Романько-Кисельова     |
| Сансет Шиммер (Sunset Shimmer)                  | Ребека Шойкет                           | Катерина Буцька               |
| Рейнбоу Деш (Rainbow Dash)                      | Ешлі Бол                                | Анастасія Жарнікова-Зіновенко |
| Еплджек (Applejack)                             | Ешлі Бол                                | Катерина Брайковська          |
| Пінкі Пай (Pinkie Pie)                          | Андреа Лібман, Шенон Чан-Кент (вокал)   | Єлизавета Зіновенко           |
| Флатершай (Fluttershy)                          | Андреа Лібман                           | Юлія Перенчук                 |
| Реріті (Rarity)                                 | Табіта Сен-Жермен, Казумі Еванс (вокал) | Дарина Муращенко              |
| Спайк (Spike)                                   | Кеті Везлак                             | Лідія Муращенко               |
| Директорка Абакус Сінч (Principal Abacus Cinch) | Іріс Квін                               | Ольга Радчук                  |
| Директорка Селестія (Principal Celestia)        | Ніколь Олівер                           | Людмила Ардельян              |
| Викладачка Кейденс (Dean Cadance)               | Бріт МакКіліп                           | Олена Яблучна                 |
| Завуч Луна (Vice Principal Luna)                | Табіта Сен-Жермен                       | Лідія Муращенко               |
| Лемон Зест (Lemon Zest)                         | Шенон Чан-Кент                          | Олена Яблучна                 |
| Шугаркоут (Sugarcoat)                           | Сієна Бон                               | Ніна Касторф                  |
| Сані Флер (Sunny Flare)                         | Бріт Ірівн                              | Олена Узлюк                   |
| Індіго Зеп (Indigo Zap)                         | Келі Шерідан                            | Аліса Гур'єва                 |
| Соур Світ (Sour Sweet)                          | Шенон Александер                        | Анна Чиж                      |
| Флеш Сентрі (Flash Sentry)                      | Вінсент Тонґ                            | Олександр Погребняк           |
| Шайнінг Армор (Shining Armor)                   | Ендрю Френсіс                           | Павло Скороходько             |

Також: Олег Лепенець, Андрій Твердак.

## Саундтрек
Для мультфільму композитор Деніел Інґрем написав шість пісень. У написанні тексту пісень також взяв участь сценарист мультфільму Джош Хабер.
1. "Friendship Games" — Твайлайт Спаркл, Сансет Шиммер, Еплджек, Флатершай, Пінкі Пай, Рейнбоу Деш, Реріті, інші
2. "CHS Rally Song" — Рейнбоу Деш, учні Кантерлотської школи
3. "What More Is Out There?" — Твайлайт Спаркл
4. "ACADECA" — Учні Кантерлотської школи та Кристальної школи
5. "Unleash the Magic" — Директорка Сінч, Твайлайт Спаркл, учні Кристальної школи
6. "Right There in Front of Me" — Твайлайт Спаркл, Сансет Шиммер, Еплджек, Флатершай, Пінкі Пай, Рейнбоу Деш, Реріті

Фонову музику до мультфільму написав композитор Вільям Андерсон.